# ФК «Спартак-2» Москва в сезоне 2021/2022
Сезон 2021/2022 годов стал для футбольного клуба «Спартак-2» (Москва) 18-м в его истории.
23 мая 2022 года из-за сокращения бюджета и финансовых сложностей «Спартак» принял решение закрыть фарм-клуб.

## Состав команды
| №  |             | Поз. | Имя                  | Год рождения |
| -- | ----------- | ---- | -------------------- | ------------ |
| 27 | Флаг России | Вр   | Тимур Акмурзин       | 1997         |
| 31 | Флаг России | Вр   | Антон Шитов          | 2000         |
| 57 | Флаг России | Вр   | Александр Селихов    | 1994         |
| 88 | Флаг России | Вр   | Илья Свинов          | 2000         |
| 91 | Флаг России | Вр   | Даниил Марков        | 2001         |
| 98 | Флаг России | Вр   | Александр Максименко | 1998         |
|    |             |      |                      |              |
| 5  | Флаг России | Защ  | Леон Классен         | 2000         |
| 23 | Флаг России | Защ  | Никита Чернов        | 1996         |
| 29 | Флаг России | Защ  | Илья Кутепов         | 1993         |
| 34 | Флаг России | Защ  | Никита Ходорченко    | 2000         |
| 35 | Флаг России | Защ  | Леонид Миронов       | 1998         |
| 36 | Флаг России | Защ  | Артём Воропаев       | 1999         |
| 39 | Флаг России | Защ  | Павел Маслов         | 2000         |
| 42 | Флаг России | Защ  | Артём Гуца           | 2004         |
| 43 | Флаг России | Защ  | Дамир Шайхтдинов     | 2003         |
| 44 | Флаг России | Защ  | Данил Труханов       | 2003         |
| 63 | Флаг России | Защ  | Даниил Петрунин      | 1999         |
| 65 | Флаг России | Защ  | Николай Толстопятов  | 2002         |
| 68 | Флаг России | Защ  | Руслан Литвинов      | 2001         |
| 86 | Флаг России | Защ  | Илья Агапов          | 2001         |
| 92 | Флаг России | Защ  | Николай Рассказов    | 1998         |

| №  |             | Поз. | Имя                 | Год рождения |
| -- | ----------- | ---- | ------------------- | ------------ |
| 96 | Флаг России | Защ  | Николай Генчу       | 2003         |
|    |             |      |                     |              |
| 18 | Флаг России | ПЗ   | Наиль Умяров        | 2000         |
| 22 | Флаг России | ПЗ   | Михаил Игнатов      | 2000         |
| 25 | Флаг России | ПЗ   | Данил Пруцев        | 2000         |
| 26 | Флаг России | ПЗ   | Даниил Хлусевич     | 2001         |
| 53 | Флаг России | ПЗ   | Ильяс Муминов       | 2001         |
| 70 | Флаг России | ПЗ   | Аслан Муталиев      | 2002         |
| 74 | Флаг России | ПЗ   | Дмитрий Маркитесов  | 2001         |
| 75 | Флаг России | ПЗ   | Фаниль Сунгатулин   | 2001         |
| 76 | Флаг России | ПЗ   | Виталий Шитов       | 2003         |
| 78 | Флаг России | ПЗ   | Максим Данилин      | 2001         |
| 80 | Флаг России | ПЗ   | Никита Бакалюк      | 2001         |
| 82 | Флаг России | ПЗ   | Илья Левченков      | 2003         |
| 83 | Флаг России | ПЗ   | Максим Лайкин       | 2003         |
| 84 | Флаг России | ПЗ   | Степан Оганесян     | 2001         |
| 90 | Флаг России | ПЗ   | Константин Шильцов  | 2002         |
| 97 | Флаг России | ПЗ   | Даниил Денисов      | 2002         |
|    |             |      |                     |              |
| 13 | Флаг России | Нап  | Николоз Кутателадзе | 2001         |
| 73 | Флаг России | Нап  | Владислав Шитов     | 2003         |
| 87 | Флаг России | Нап  | Артур Максимчук     | 2002         |

### Заявочный лист
| №  | Позиция | Имя                  | Заявлен    | Отзаявлен  |
| -- | ------- | -------------------- | ---------- | ---------- |
| 5  | Защ     | Леон Классен         | 18.02.2022 |            |
| 13 | Нап     | Николоз Кутателадзе  | 04.08.2021 |            |
| 15 | Нап     | Максим Глушенков     | 22.07.2021 | 03.08.2021 |
| 16 | Вр      | Артём Поплевченков   | 09.07.2021 | 14.02.2022 |
| 17 | ПЗ      | Александр Ломовицкий | 21.07.2021 | 13.01.2022 |
| 18 | ПЗ      | Наиль Умяров         | 15.07.2021 |            |
| 20 | ПЗ      | Остон Урунов         | 06.08.2021 | 20.08.2021 |
| 21 | Нап     | Георгий Мелкадзе     | 21.07.2021 | 28.01.2022 |
| 22 | ПЗ      | Михаил Игнатов       | 21.08.2021 |            |
| 23 | Защ     | Никита Чернов        | 23.02.2022 |            |
| 25 | ПЗ      | Данил Пруцев         | 18.02.2022 |            |
| 26 | ПЗ      | Даниил Хлусевич      | 18.02.2022 |            |
| 27 | Вр      | Тимур Акмурзин       | 09.07.2021 |            |
| 29 | Защ     | Илья Кутепов         | 15.07.2021 |            |
| 31 | Вр      | Антон Шитов          | 04.08.2021 |            |
| 32 | Вр      | Артём Ребров         | 15.07.2021 | 17.12.2021 |
| 34 | Защ     | Никита Ходорченко    | 06.09.2021 |            |
| 35 | Защ     | Леонид Миронов       | 09.07.2021 |            |
| 36 | Защ     | Артём Воропаев       | 09.07.2021 |            |
| 38 | Защ     | Андрей Ещенко        | 15.07.2021 | 10.02.2022 |
| 39 | Защ     | Павел Маслов         | 15.07.2021 |            |
| 42 | Защ     | Артём Гуца           | 06.03.2022 |            |
| 43 | Защ     | Дамир Шайхтдинов     | 09.07.2021 |            |
| 44 | Защ     | Данил Труханов       | 21.02.2022 |            |
| 53 | ПЗ      | Ильяс Муминов        | 09.07.2021 |            |
| 56 | Защ     | Илья Гапонов         | 15.07.2021 | 21.02.2022 |
| 57 | Вр      | Александр Селихов    | 15.07.2021 |            |

| №  | Позиция | Имя                  | Заявлен    | Отзаявлен  |
| -- | ------- | -------------------- | ---------- | ---------- |
| 63 | Защ     | Даниил Петрунин      | 09.07.2021 |            |
| 65 | Защ     | Николай Толстопятов  | 09.07.2021 |            |
| 68 | Защ     | Руслан Литвинов      | 15.07.2021 |            |
| 70 | ПЗ      | Аслан Муталиев       | 09.07.2021 |            |
| 71 | ПЗ      | Степан Мельников     | 09.07.2021 | 28.01.2022 |
| 73 | Нап     | Владислав Шитов      | 09.07.2021 |            |
| 74 | ПЗ      | Дмитрий Маркитесов   | 09.07.2021 |            |
| 75 | ПЗ      | Фаниль Сунгатулин    | 09.07.2021 |            |
| 76 | ПЗ      | Виталий Шитов        | 09.07.2021 |            |
| 78 | ПЗ      | Максим Данилин       | 09.07.2021 |            |
| 79 | Нап     | Александр Руденко    | 09.07.2021 | 21.02.2022 |
| 80 | ПЗ      | Никита Бакалюк       | 09.07.2021 |            |
| 82 | ПЗ      | Илья Левченков       | 12.03.2022 |            |
| 83 | ПЗ      | Максим Лайкин        | 09.07.2021 |            |
| 84 | ПЗ      | Степан Оганесян      | 09.07.2021 |            |
| 86 | Защ     | Илья Агапов          | 09.07.2021 |            |
| 87 | Нап     | Святослав Кожедуб    | 09.07.2021 | 28.01.2022 |
| 87 | Нап     | Артур Максимчук      | 18.02.2022 |            |
| 88 | Вр      | Илья Свинов          | 18.02.2022 |            |
| 89 | Нап     | Илья Голятов         | 09.07.2021 | 22.02.2022 |
| 90 | ПЗ      | Константин Шильцов   | 09.07.2021 |            |
| 91 | Вр      | Даниил Марков        | 09.07.2021 |            |
| 92 | Защ     | Николай Рассказов    | 16.07.2021 |            |
| 96 | Защ     | Николай Генчу        | 09.10.2021 |            |
| 97 | ПЗ      | Даниил Денисов       | 09.07.2021 |            |
| 98 | Вр      | Александр Максименко | 15.07.2021 |            |

## Руководство клуба
- Вагит Алекперов — владелец
- Леонид Федун — владелец, президент
- Евгений Мележиков — генеральный директор
- Владимир Кузьмичёв — заместитель генерального директора по системе подготовки молодых футболистов (с 9 сентября 2021 года[4] — до 6 декабря 2021 года[5])
- Дмитрий Попов — спортивный директор (до 4 августа 2021 года)[6]
- Лука Каттани — спортивный директор (с 21 декабря 2021 года)[7]
- Антон Фетисов — директор по развитию и коммуникациям (до 13 августа 2021 года)[8]
- Артём Ребров — технический координатор (с 31 октября 2021 года)[9]
- Владимир Чепзанович — руководитель системы физподготовки «Спартака-2», дубля и Академии (с 14 января 2022 года[10] — до 22 февраля 2022 года[11])
- Дмитрий Волков — финансовый директор
- Рустам Махмутов — коммерческий директор
- Дмитрий Зеленов — руководитель пресс-службы (с 13 августа 2021 года)[8]
- Ярослав Кулемин — пресс-атташе (до 13 августа 2021 года)[8]

## Тренерский штаб
- Евгений Бушманов — главный тренер
- Андрей Коновалов — ассистент главного тренера
- Василий Кузнецов — тренер вратарей
- Александр Зайченко — тренер по физической подготовке (до 20 сентября 2021 года)[12]
- Дмитрий Цыняка — тренер по физической подготовке (с января 2022 года)
- Анатолий Нежелев — помощник тренера по физической подготовке (с января 2022 года)

## Административный штаб
- Евгений Демин — начальник команды
- Игорь Бояров — администратор (с марта 2022 года)
- Юрий Гелетюк — администратор

## Медицинский штаб
- Андрей Гришанов — врач (до 1 октября 2021 года)[13]
- Кирилл Козлов — врач (с 1 октября 2021 года)
- Алексей Александров — физиотерапевт
- Виталий Прокофьев — массажист
- Максим Курган — массажист (с января 2022 года)

## Трансферы

### Пришли в клуб
| # | №  | Позиция | Игрок             | Откуда             | Сумма     | Дата            | Ссылка        |
| - | -- | ------- | ----------------- | ------------------ | --------- | --------------- | ------------- |
| 1 | 79 | Нап     | Александр Руденко | Сочи               | из аренды | 1 июня 2021     | [ 14 ]        |
| 2 | 78 | ПЗ      | Максим Данилин    | Ноа                | из аренды | 1 июля 2021     | [ 15 ]        |
| 3 | 87 | Нап     | Святослав Кожедуб | Валмиера           | из аренды | 1 июля 2021     | [ 16 ] [ 17 ] |
| 4 | 86 | Защ     | Илья Агапов       | Рубин              | € 90,000  | 2 июля 2021     | [ 19 ]        |
| 5 | 87 | Нап     | Артур Максимчук   | Сатурн (Раменское) | € 23,000  | 25 января 2022  | [ 21 ]        |
| 6 | 44 | Защ     | Данил Труханов    | Енисей             | € 17,000  | 15 февраля 2022 | [ 23 ] [ 24 ] |

Общие расходы: ▼ € 130,000

### Ушли из клуба
| # | №  | Позиция | Игрок              | Куда              | Сумма           | Дата            | Ссылка                      |
| - | -- | ------- | ------------------ | ----------------- | --------------- | --------------- | --------------------------- |
| 1 | 17 | Защ     | Георгий Тигиев     | без клуба         | свободный агент | 1 июля 2021     | [ 25 ] [ 26 ]               |
| 2 | 30 | Вр      | Андреа Романьоли   | Катандзаро        | свободный агент | 1 июля 2021     | [ 27 ] [ 28 ] [ 29 ] [ 30 ] |
| 3 | 86 | Нап     | Тимур Осмоловский  | без клуба         | свободный агент | 1 июля 2021     | [ 31 ]                      |
| 4 | 87 | Нап     | Святослав Кожедуб  | Акрон             | € 12,000        | 17 января 2022  | [ 33 ] [ 34 ]               |
| 5 | 71 | ПЗ      | Степан Мельников   | Ростов            | € 90,000        | 20 января 2022  | [ 36 ] [ 37 ]               |
| 6 | 16 | Вр      | Артём Поплевченков | Кубань            | € 12,000        | 9 февраля 2022  | [ 39 ] [ 40 ]               |
| 7 | 79 | Нап     | Александр Руденко  | Химки             | свободный агент | 19 февраля 2022 | [ 41 ] [ 42 ] [ 43 ]        |
| 8 | 89 | Нап     | Илья Голятов       | Волна (Ковернино) | свободный агент | 22 февраля 2022 | [ 44 ] [ 45 ]               |

### Ушли в аренду
| # | №  | Позиция | Игрок           | Куда   | Сумма     | Начало       | Конец        | Ссылка               |
| - | -- | ------- | --------------- | ------ | --------- | ------------ | ------------ | -------------------- |
| 1 | 93 | Защ     | Никита Моргунов | Тюмень | бесплатно | 11 июля 2021 | 30 июня 2022 | [ 46 ] [ 47 ] [ 48 ] |
| 2 | 61 | Защ     | Илья Голосов    | Ротор  | бесплатно | 22 июля 2021 | 30 июня 2022 | [ 49 ] [ 50 ] [ 51 ] |

## Предсезонные и товарищеские матчи
| 14 июня 2021 | Спартак-2 (Москва) | 0:4 (0:2) | Балтика (Калининград)                                                     | Москва                                    |
| 17:00 MSK |                    | отчёт     | 8′ игрок на просмотре · 43′ игрок на просмотре · 56′, 71′ (пен.) Маркович | Стадион: «Октябрь» Зрителей: Без зрителей |
| Спартак-2: Первый тайм: Марков, Миронов, Петрунин, Воропаев, Бакалюк , Денисов (Толстопятов, 44), Сунгатулин, Маркитесов, Мельников, Оганесян, Руденко. Второй тайм: Поплевченков, Безчаснюк, Толстопятов, Агапов, Шайхтдинов, Муминов, Лайкин, Данилин , Вит. Шитов, Муталиев (Голятов, 67), Влад. Шитов. Главный тренер: Евгений Александрович Бушманов. |                    |           |                                                                           |                                           |

| 19 июня 2021 | Спартак-2 (Москва)            | 1:2 (0:0) | СКА-Хабаровск                             | Кратово                |
| 18:15 MSK | Руденко 53' · Влад. Шитов 70′ | отчёт     | 47′ игрок на просмотре · 89′ (пен.) Булия | Зрителей: Без зрителей |
| Спартак-2: Акмурзин (Поплевченков, 63), Петрунин (Толстопятов, 63), Миронов (Безчаснюк, 63), Агапов, Бакалюк (Шайхтдинов, 63), Сунгатулин (Муминов, 63), Данилин (Влад. Шитов, 63), Маркитесов (Лайкин, 75), Мельников (Вит. Шитов, 63), Оганесян (Муталиев, 75), Руденко (Голятов, 63). Главный тренер: Евгений Александрович Бушманов. |                               |           |                                           |                        |

| 27 июня 2021 | Спартак-2 (Москва)                                                              | 7:0 (4:0)                         | Чертаново (Москва) | Москва                                                  |
| 18:00 MSK | Влад. Шитов 15′, 40′ · Миронов 22′ (пен.) · Данилин 35′ · Голятов 51′, 65′, 72′ | отчёт (Спартак) отчёт (Чертаново) |                    | Стадион: «Спартак» им. Черенкова Зрителей: Без зрителей |
| Спартак-2: Акмурзин (Поплевченков, 60), Бакалюк (Безчаснюк, 46), Петрунин, Миронов (Шайхтдинов, 60), Толстопятов, Сунгатулин , Данилин (Муминов, 36), Маркитесов, Влад. Шитов (Муталиев, 46), Вит. Шитов (Голятов, 46), Руденко (Лайкин, 60). Главный тренер: Евгений Александрович Бушманов. Чертаново: Радионов, Фурман, Молодняков, Светников, Бартасевич, Ляхов, Лямзин, Ваганов, Надольский, Левин, Мелехов. На замену выходили: Яворский, Дудкин, Ямлиханов, Грибакин, Коваленко, Попов. |                                                                                 |                                   |                    |                                                         |

| 3 июля 2021 | Спартак-2 (Москва) | 1:3 (1:2) | Нефтехимик (Нижнекамск)        | Москва                                                  |
| 11:00 MSK | Руденко 11′        | отчёт     | 8′, 43′ Емельянов · 61′ Уридия | Стадион: «Спартак» им. Черенкова Зрителей: Без зрителей |
| Спартак-2: Акмурзин, Миронов (Кожедуб, 60), Толстопятов, Петрунин, Шайхтдинов (Безчаснюк, 82), Сунгатулин , Данилин (Муминов, 60), Маркитесов, Влад. Шитов (Голятов, 76), Вит. Шитов (Лайкин, 82), Руденко (Муталиев, 76). Запасные: Поплевченков, Марков, Шильцов, Оганесян. Главный тренер: Евгений Александрович Бушманов. |                    |           |                                |                                                         |

| 21 января 2022 | Спартак-2 (Москва)                                                     | 5:0 (1:0) | Луч Тим (Москва) | Москва                                                             |
| | Оганесян 14′ · Петрунин 44′ (пен.) · Вит. Шитов 50′, 54′ · Руденко 58′ | отчёт     |                  | Стадион: «Спартак» им. Черенкова (поле № 1) Зрителей: Без зрителей |
| Спартак-2: Шитов (Поплевченков, 31), Бакалюк (Муминов, 31), Толстопятов, Петрунин, Воропаев, Сунгатулин , Лайкин (Пилипенко, 46), Шильцов, Вит. Шитов, Оганесян (Муталиев, 45), Руденко. |                                                                        |           |                  |                                                                    |

| 6 февраля 2022 | Спартак-2 (Москва)          | 2:1 (2:0) | Младост (Лучани) | Белек |
| 16:00 MSK | Шильцов 7′ · Вит. Шитов 43′ | отчёт     | 60′ Попович      |       |
| Спартак-2: Акмурзин (А. Шитов, 46), Ходорченко (Шайхтдинов, 46), Толстопятов, Петрунин (Агапов, 46), Воропаев (Миронов, 69), Лайкин (Бакалюк, 46), Сунгатулин (Муминов, 46), Шильцов (Данилин, 46; Кутателадзе, 85), Вит. Шитов (Голятов, 46), Оганесян (Муталиев, 63), Влад. Шитов (Максимчук, 46). Главный тренер: Евгений Александрович Бушманов. |                             |           |                  |       |

| 10 февраля 2022 | Спартак-2 (Москва) | 1:1 (1:0) | Петролул (Плоешти) | Анталья |
| 16:00 MSK | Петрунин 5′        | отчёт     | 56′ (пен.) Ярович  |         |
| Спартак-2: Акмурзин, Ходорченко (Бакалюк, 62), Агапов (Толстопятов, 58), Петрунин (Шайхтдинов, 85), Воропаев, Лайкин, Сунгатулин (Муминов, 62), Шильцов (Данилин, 62), Вит. Шитов (Максимчук, 62), Оганесян (Муталиев, 62), Влад. Шитов (Кутателадзе, 62). Главный тренер: Евгений Александрович Бушманов. |                    |           |                    |         |

| 17 февраля 2022 | Спартак-2 (Москва)                             | 3:0 (0:0) | Бухбах | Анталья |
| 15:00 MSK | Шильцов 56′ · Влад. Шитов 60′ · Вит. Шитов 65′ | отчёт     |        |         |
| Спартак-2: А. Шитов, Ходорченко (Шайхтдинов, 63), Толстопятов, Петрунин, Бакалюк (Воропаев, 63), Сунгатулин , Лайкин (Муминов, 63), Данилин (Вит. Шитов, 46), Шильцов (Пилипенко, 80), Оганесян (Муталиев, 67), Максимчук (Влад. Шитов, 46). Главный тренер: Евгений Александрович Бушманов. |                                                |           |        |         |

| 21 февраля 2022 | Спартак-2 (Москва)                | 3:4 (3:2) | РФС (Рига)                                    | Сиде |
| 17:30 MSK | Вит. Шитов 5′ · Оганесян 22′, 27′ | отчёт     | 20′ Исмаэль · 24′, 58′ Галкин · 90+2′ Стуглис |      |
| Спартак-2: Акмурзин, Бакалюк, Толстопятов, Петрунин, Воропаев, Сунгатулин , Лайкин (Данилин, 77), Шильцов, Вит. Шитов, Оганесян, Влад. Шитов. Главный тренер: Евгений Александрович Бушманов. |                                   |           |                                               |      |

| 22 февраля 2022 | Спартак-2 (Москва) | 0:1 (0:0) | Спартак-мол. (Москва) | Анталья |
| |                    | отчёт     | 53′ Трапицын          |         |
| Спартак-2: А. Шитов, Миронов , Агапов, Труханов, Шайхтдинов, Муминов, Пилипенко, Данилин, Муталиев, Голятов, Максимчук. Главный тренер: Евгений Александрович Бушманов. Спартак-мол.: Алексеев, Саумов, Детёнышев , Курошев, Левченков, игрок на просмотре, Трифонов (Постников, 62), Шилов, Трапицын, Картоев (Шлепнин, 58), Быковский (Ким, 60). Главный тренер: Алексей Леонидович Лунин. |                    |           |                       |         |

| 26 февраля 2022 | Спартак-2 (Москва)        | 2:1 (1:0) | Форте (Таганрог) | Сиде |
| 12:00 MSK | Оганесян 31′ · Лайкин 73′ | отчёт     | 50′ Магомедов    |      |
| Спартак-2: Акмурзин, Бакалюк (Шайхтдинов, 84) Толстопятов, Петрунин (Агапов, 81), Воропаев, Сунгатулин , Лайкин, Данилин (Муталиев, 66), Шильцов (Максимчук, 80), Оганесян (Вит. Шитов, 76), Влад. Шитов. Главный тренер: Евгений Александрович Бушманов. |                           |           |                  |      |

## Статистика сезона

### Игры и голы
В статистику включены только официальные матчи.
| №.                                                             | Нац.        | Позиция | Игрок               | Всего   | Всего   | Первый дивизион ФНЛ | Первый дивизион ФНЛ |         |         |         |         |         |         |
| №.                                                             | Нац.        | Позиция | Игрок               | Игры    | Голы    | Игры                | Голы                |         |         |         |         |         |         |
| Вратари                                                        | Вратари     | Вратари | Вратари             | Вратари | Вратари | Вратари             | Вратари             | Вратари | Вратари | Вратари | Вратари | Вратари | Вратари |
| -------------------------------------------------------------- | ----------- | ------- | ------------------- | ------- | ------- | ------------------- | ------------------- | ------- | ------- | ------- | ------- | ------- | ------- |
| 27                                                             | Флаг России | Вр      | Тимур Акмурзин      | 33      | -42     | 33                  | -42                 |         |         |         |         |         |         |
| 31                                                             | Флаг России | Вр      | Антон Шитов         | 2       | -1      | 2                   | -1                  |         |         |         |         |         |         |
| 57                                                             | Флаг России | Вр      | Александр Селихов   | 1       | -1      | 1                   | -1                  |         |         |         |         |         |         |
| 88                                                             | Флаг России | Вр      | Илья Свинов         | 3       | -6      | 3                   | -6                  |         |         |         |         |         |         |
| 91                                                             | Флаг России | Вр      | Даниил Марков       | 0       | 0       | 0                   | 0                   |         |         |         |         |         |         |
| Защитники                                                      |             |         |                     |         |         |                     |                     |         |         |         |         |         |         |
| 29                                                             | Флаг России | Защ     | Илья Кутепов        | 3       | 0       | 3                   | 0                   |         |         |         |         |         |         |
| 34                                                             | Флаг России | Защ     | Никита Ходорченко   | 6       | 0       | 6                   | 0                   |         |         |         |         |         |         |
| 35                                                             | Флаг России | Защ     | Леонид Миронов      | 9       | 1       | 9                   | 1                   |         |         |         |         |         |         |
| 36                                                             | Флаг России | Защ     | Артём Воропаев      | 36      | 4       | 36                  | 4                   |         |         |         |         |         |         |
| 38                                                             | Флаг России | Защ     | Андрей Ещенко       | 1       | 0       | 1                   | 0                   |         |         |         |         |         |         |
| 42                                                             | Флаг России | Защ     | Артём Гуца          | 1       | 0       | 1                   | 0                   |         |         |         |         |         |         |
| 43                                                             | Флаг России | Защ     | Дамир Шайхтдинов    | 8       | 0       | 8                   | 0                   |         |         |         |         |         |         |
| 44                                                             | Флаг России | Защ     | Данила Труханов     | 0       | 0       | 0                   | 0                   |         |         |         |         |         |         |
| 63                                                             | Флаг России | Защ     | Даниил Петрунин     | 33      | 1       | 33                  | 1                   |         |         |         |         |         |         |
| 65                                                             | Флаг России | Защ     | Николай Толстопятов | 18      | 0       | 18                  | 0                   |         |         |         |         |         |         |
| 68                                                             | Флаг России | Защ     | Руслан Литвинов     | 4       | 1       | 4                   | 1                   |         |         |         |         |         |         |
| 86                                                             | Флаг России | Защ     | Илья Агапов         | 16      | 1       | 16                  | 1                   |         |         |         |         |         |         |
| 96                                                             | Флаг России | Защ     | Николай Генчу       | 2       | 0       | 2                   | 0                   |         |         |         |         |         |         |
| Полузащитники                                                  |             |         |                     |         |         |                     |                     |         |         |         |         |         |         |
| 22                                                             | Флаг России | ПЗ      | Михаил Игнатов      | 1       | 0       | 1                   | 0                   |         |         |         |         |         |         |
| 53                                                             | Флаг России | ПЗ      | Ильяс Муминов       | 16      | 0       | 16                  | 0                   |         |         |         |         |         |         |
| 80                                                             | Флаг России | ПЗ      | Никита Бакалюк      | 14      | 0       | 14                  | 0                   |         |         |         |         |         |         |
| 70                                                             | Флаг России | ПЗ      | Аслан Муталиев      | 12      | 1       | 12                  | 1                   |         |         |         |         |         |         |
| 74                                                             | Флаг России | ПЗ      | Дмитрий Маркитесов  | 30      | 5       | 30                  | 5                   |         |         |         |         |         |         |
| 75                                                             | Флаг России | ПЗ      | Фаниль Сунгатулин   | 32      | 1       | 32                  | 1                   |         |         |         |         |         |         |
| 76                                                             | Флаг России | ПЗ      | Виталий Шитов       | 32      | 1       | 32                  | 1                   |         |         |         |         |         |         |
| 78                                                             | Флаг России | ПЗ      | Максим Данилин      | 9       | 0       | 9                   | 0                   |         |         |         |         |         |         |
| 83                                                             | Флаг России | ПЗ      | Максим Лайкин       | 21      | 0       | 21                  | 0                   |         |         |         |         |         |         |
| 84                                                             | Флаг России | ПЗ      | Степан Оганесян     | 35      | 6       | 35                  | 6                   |         |         |         |         |         |         |
| 90                                                             | Флаг России | ПЗ      | Константин Шильцов  | 31      | 10      | 31                  | 10                  |         |         |         |         |         |         |
| 97                                                             | Флаг России | ПЗ      | Даниил Денисов      | 20      | 0       | 20                  | 0                   |         |         |         |         |         |         |
| Нападающие                                                     |             |         |                     |         |         |                     |                     |         |         |         |         |         |         |
| 13                                                             | Флаг России | Нап     | Николоз Кутателадзе | 17      | 0       | 17                  | 0                   |         |         |         |         |         |         |
| 73                                                             | Флаг России | Нап     | Владислав Шитов     | 28      | 13      | 28                  | 13                  |         |         |         |         |         |         |
| 87                                                             | Флаг России | Нап     | Артур Максимчук     | 10      | 0       | 10                  | 0                   |         |         |         |         |         |         |
| Игроки покинувшие команду или ушедшие в аренду по ходу сезона: |             |         |                     |         |         |                     |                     |         |         |         |         |         |         |
| 16                                                             | Флаг России | Вр      | Артём Поплевченков  | 1       | -5      | 1                   | -5                  |         |         |         |         |         |         |
| 56                                                             | Флаг России | Защ     | Илья Гапонов        | 6       | 0       | 6                   | 0                   |         |         |         |         |         |         |
| 71                                                             | Флаг России | ПЗ      | Степан Мельников    | 21      | 3       | 21                  | 3                   |         |         |         |         |         |         |
| 79                                                             | Флаг России | Нап     | Александр Руденко   | 3       | 0       | 3                   | 0                   |         |         |         |         |         |         |
| 87                                                             | Флаг России | Нап     | Святослав Кожедуб   | 1       | 0       | 1                   | 0                   |         |         |         |         |         |         |
| 89                                                             | Флаг России | Нап     | Илья Голятов        | 11      | 0       | 11                  | 0                   |         |         |         |         |         |         |

### Бомбардиры
Включает в себя все официальные игры. Список отсортирован по итоговому результату.
| Позиция      | Национальность | Номер | Игрок              | Первый дивизион ФНЛ |
| ------------ | -------------- | ----- | ------------------ | ------------------- |
| Нападающий   | Россия         | 73    | Владислав Шитов    | 13                  |
| Полузащитник | Россия         | 90    | Константин Шильцов | 10                  |
| Полузащитник | Россия         | 84    | Степан Оганесян    | 6                   |
| Полузащитник | Россия         | 74    | Дмитрий Маркитесов | 5                   |
| Защитник     | Россия         | 36    | Артём Воропаев     | 4                   |
| Полузащитник | Россия         | 71    | Степан Мельников   | 3                   |
| Полузащитник | Россия         | 68    | Руслан Литвинов    | 1                   |
| Полузащитник | Россия         | 70    | Аслан Муталиев     | 1                   |
| Полузащитник | Россия         | 75    | Фаниль Сунгатулин  | 1                   |
| Полузащитник | Россия         | 76    | Виталий Шитов      | 1                   |
| Защитник     | Россия         | 35    | Леонид Миронов     | 1                   |
| Защитник     | Россия         | 63    | Даниил Петрунин    | 1                   |
| Защитник     | Россия         | 86    | Илья Агапов        | 1                   |
| Всего        | Всего          | Всего | Всего              | 48                  |

### Голевые передачи
Включает в себя все официальные игры. Список отсортирован по итоговому результату.
| Позиция      | Национальность | Номер | Игрок               | Первый дивизион ФНЛ |
| ------------ | -------------- | ----- | ------------------- | ------------------- |
| Полузащитник | Россия         | 84    | Степан Оганесян     | 10                  |
| Нападающий   | Россия         | 73    | Владислав Шитов     | 6                   |
| Полузащитник | Россия         | 75    | Фаниль Сунгатулин   | 3                   |
| Полузащитник | Россия         | 74    | Дмитрий Маркитесов  | 2                   |
| Нападающий   | Россия         | 76    | Виталий Шитов       | 2                   |
| Полузащитник | Россия         | 90    | Константин Шильцов  | 2                   |
| Нападающий   | Россия         | 13    | Николоз Кутателадзе | 1                   |
| Полузащитник | Россия         | 22    | Михаил Игнатов      | 1                   |
| Защитник     | Россия         | 36    | Артём Воропаев      | 1                   |
| Защитник     | Россия         | 43    | Дамир Шайхтдинов    | 1                   |
| Защитник     | Россия         | 63    | Даниил Петрунин     | 1                   |
| Защитник     | Россия         | 65    | Николай Толстопятов | 1                   |
| Полузащитник | Россия         | 70    | Аслан Муталиев      | 1                   |
| Полузащитник | Россия         | 71    | Степан Мельников    | 1                   |
| Полузащитник | Россия         | 78    | Максим Данилин      | 1                   |
| Полузащитник | Россия         | 83    | Максим Лайкин       | 1                   |
| Полузащитник | Россия         | 97    | Даниил Денисов      | 1                   |
| Нападающий   | Россия         | 89    | Илья Голятов        | 1                   |
| Всего        | Всего          | Всего | Всего               | 37                  |

### «Сухие» матчи
Включает в себя все официальные игры. Список отсортирован по итоговому результату.
| Позиция | Национальность | Номер | Игрок              | Первый дивизион ФНЛ |
| ------- | -------------- | ----- | ------------------ | ------------------- |
| Вратарь | Россия         | 27    | Тимур Акмурзин     | 10                  |
| Вратарь | Россия         | 31    | Антон Шитов        | 1                   |
| Вратарь | Россия         | 16    | Артём Поплевченков | 0                   |
| Вратарь | Россия         | 57    | Александр Селихов  | 0                   |
| Вратарь | Россия         | 88    | Илья Свинов        | 0                   |
| Всего   | Всего          | Всего | Всего              | 11                  |

### Пенальти
В статистику включены только официальные матчи.
| Позиция      | Национальность | Номер | Игрок           | Дата          | Соревнование | Соперник           | Статус        |
| ------------ | -------------- | ----- | --------------- | ------------- | ------------ | ------------------ | ------------- |
| Защитник     | Россия         | 35    | Леонид Миронов  | 24 июля 2021  | 3-й тур ФНЛ  | Енисей             | Реализован    |
| Защитник     | Россия         | 63    | Даниил Петрунин | 6 ноября 2021 | 21-й тур ФНЛ | Енисей             | Реализован    |
| Полузащитник | Россия         | 84    | Степан Оганесян | 6 марта 2022  | 26-й тур ФНЛ | Олимп-Долгопрудный | Реализован    |
| Защитник     | Россия         | 63    | Даниил Петрунин | 6 марта 2022  | 26-й тур ФНЛ | Олимп-Долгопрудный | Не реализован |

### Капитаны в сезоне
В статистику включены только официальные матчи.
| №  | Поз. | Стр.        | Игроки            | Старты | Прим.                |
| -- | ---- | ----------- | ----------------- | ------ | -------------------- |
| 75 | ПЗ   | Флаг России | Фаниль Сунгатулин | 32     | Капитан команды      |
| 36 | Защ  | Флаг России | Артём Воропаев    | 4      | Вице-капитан команды |
| 63 | Защ  | Флаг России | Даниил Петрунин   | 1      | Вице-капитан команды |
| 84 | ПЗ   | Флаг России | Степан Оганесян   | 1      |                      |

### Общая статистика
В данной таблице не учитываются результаты товарищеских матчей.
| Сыграно матчей                        | 38 |
| Победы                                | 18 |
| Ничьи                                 | 4 |
| Поражения                             | 16 |
| Забито мячей                          | 48 |
| Пропущено мячей                       | 55 |
| Разница мячей                         | −7 |
| Матчей на ноль                        | 11 |
| Жёлтых карточек                       | 87 (2,29 за игру) |
| Удаления                              | 7 (0,18 за игру) |
| Худшая дисциплина                     | Фаниль Сунгатулин: — 8; — 1; — 0 |
| Лучший счёт                           | 4:1 (В) против «Олимп-Долгопрудного» — Первый дивизион, 26-й тур, 6 марта 2022 3:0 (Д) против «КАМАЗа» — Первый дивизион, 37-й тур, 16 мая 2022 |
| Худший счёт                           | 0:5 (В) против «Торпедо» — Первый дивизион, 2-й тур, 17 июля 2021 0:5 (В) против «Нефтехимика» — Первый дивизион, 17-й тур, 13 октября 2021     |
| Наибольшее число матчей без поражений | 4 (Первый дивизион, 24-27 туры) |
| Наибольшее число поражений            | 3 (Первый дивизион, 15—17 и 19—21 туры) |
| Лучший бомбардир                      | Владислав Шитов (13 мячей) |
| Лучший ассистент                      | Степан Оганесян (10 передач) |
| Гол + Пас                             | Владислав Шитов (13+6) |
| Наибольшее число матчей               | Артём Воропаев (36 матчей) |

## Соревнования
| Соревнование                | Первый матч       | Последний матч   | Раунд-начало | Итог выступления | Статистика выступлений | Статистика выступлений | Статистика выступлений | Статистика выступлений | Статистика выступлений | Статистика выступлений | Статистика выступлений | Статистика выступлений | Ссылка |
| Соревнование                | Первый матч       | Последний матч   | Раунд-начало | Итог выступления | И                      | В                      | Н                      | П                      | ГЗ                     | ГП                     | РМ                     | В%                     | Ссылка |
| --------------------------- | ----------------- | ---------------- | ------------ | ---------------- | ---------------------- | ---------------------- | ---------------------- | ---------------------- | ---------------------- | ---------------------- | ---------------------- | ---------------------- | ------ |
| Первый дивизион ФНЛ         | 10 июня 2021 года | 21 мая 2022 года | 1-й тур      | 7-е место        | 38                     | 18                     | 4                      | 16                     | 48                     | 55                     | −7                     | 047,37                 | [ 52 ] |
| Обновлено: 21 мая 2022 года |                   |                  |              |                  |                        |                        |                        |                        |                        |                        |                        |                        |        |

## Первый дивизион ФНЛ

### Турнирная таблица
| Поз | Команда    | И  | В  | Н  | П  | МЗ | МП | РМ  | О  | Квалификация или выбывание        |
| --- | ---------- | -- | -- | -- | -- | -- | -- | --- | -- | --------------------------------- |
| 5   | Енисей     | 38 | 19 | 6  | 13 | 58 | 55 | +3  | 63 |                                   |
| 6   | Алания     | 38 | 17 | 9  | 12 | 75 | 53 | +22 | 60 |                                   |
| 7   | Спартак-2  | 38 | 18 | 4  | 16 | 48 | 55 | −7  | 58 | Расформирован по окончании сезона |
| 8   | Нефтехимик | 38 | 17 | 7  | 14 | 60 | 43 | +17 | 58 |                                   |
| 9   | Акрон      | 38 | 16 | 10 | 12 | 47 | 40 | +7  | 58 |                                   |

В случае равенства очков, набранных в Первенстве, у двух команд, места между ними в турнирной таблице определяются в следующей последовательности:
− по результатам игр между собой, если такие игры были сыграны (число очков; число побед; разность забитых и пропущенных мячей; число забитых мячей; число мячей, забитых на чужом поле);
− по наибольшему числу побед во всех матчах.
В случае равенства очков, набранных в Первенстве, у трёх и более команд, места между ними в турнирной таблице определяются в следующей последовательности:
− по наибольшему числу побед во всех матчах;
− по результатам игр между собой, если такие игры были сыграны (число очков; число побед; разность забитых и пропущенных мячей; число забитых мячей; число мячей, забитых на чужом поле).
Вышеуказанные критерии последовательно применяются для сравнения показателей команд, оставшихся после процедуры сравнения изначального количества сравнивающихся команд (для случаев сравнения показателей у более чем двух команд). В случае равенства производится дальнейшее сравнение:
− по лучшей разности забитых и пропущенных мячей во всех матчах;
− по наибольшему числу забитых мячей во всех матчах;
− по наибольшему числу мячей, забитых на чужих полях во всех матчах;
− жребий.
При абсолютном равенстве всех указанных показателей, кроме жребия, победитель Первенства между командами, занявшими 1-е и 2-е места, определяется в дополнительном матче.
Когда имеющие равное количество очков команды сыграли между собой разное количество матчей, места между ними в турнирной таблице определяются без учёта личных встреч.

1. ↑  Клуб не имеет права на выход в РПЛ, так как является фарм-клубом московского «Спартака»

### Статистика выступлений
| Итого | Итого | Итого | Итого | Итого | Итого | Итого | Итого | Дома | Дома | Дома | Дома | Дома | Дома | На выезде | На выезде | На выезде | На выезде | На выезде | На выезде |
| И     | О     | В     | Н     | П     | МЗ    | МП    | РМ    | В    | Н    | П    | МЗ   | МП   | РМ   | В         | Н         | П         | МЗ        | МП        | РМ        |
| ----- | ----- | ----- | ----- | ----- | ----- | ----- | ----- | ---- | ---- | ---- | ---- | ---- | ---- | --------- | --------- | --------- | --------- | --------- | --------- |
| 38    | 58    | 18    | 4     | 16    | 48    | 55    | −7    | 8    | 4    | 7    | 24   | 24   | 0    | 10        | 0         | 9         | 24        | 31        | −7        |

### Результаты по турам
| Тур   | 01 | 02 | 03 | 04 | 05 | 06 | 07 | 08 | 09 | 10 | 11 | 12 | 13 | 14 | 15 | 16 | 17 | 18 | 19 | 20 | 21 | 22 | 23 | 24 | 25 | 26 | 27 | 28 | 29 | 30 | 31 | 32 | 33 | 34 | 35 | 36 | 37 | 38 |
| ----- | -- | -- | -- | -- | -- | -- | -- | -- | -- | -- | -- | -- | -- | -- | -- | -- | -- | -- | -- | -- | -- | -- | -- | -- | -- | -- | -- | -- | -- | -- | -- | -- | -- | -- | -- | -- | -- | -- |
| Поле  | Д  | В  | Д  | В  | Д  | Д  | В  | Д  | В  | Д  | В  | Д  | В  | Д  | В  | Д  | В  | Д  | В  | Д  | В  | Д  | В  | В  | Д  | В  | Д  | В  | Д  | В  | Д  | В  | Д  | В  | Д  | В  | Д  | В  |
| Итог  | Н  | П  | В  | В  | П  | В  | В  | П  | В  | В  | В  | П  | П  | В  | П  | П  | П  | Н  | П  | П  | П  | Н  | П  | В  | В  | В  | Н  | П  | В  | В  | В  | П  | П  | В  | П  | В  | В  | В  |
| Место | 13 | 19 | 11 | 8  | 9  | 8  | 6  | 8  | 6  | 3  | 3  | 4  | 7  | 6  | 6  | 8  | 9  | 9  | 11 | 11 | 11 | 13 | 14 | 12 | 11 | 10 | 11 | 11 | 11 | 10 | 10 | 11 | 12 | 8  | 9  | 9  | 8  | 7  |

Последнее обновление: 21 мая 2022 года.
Источник: Футбольная национальная лига

Поле: Д = дома; В = на выезде. Итог: Н = ничья; П = команда проиграла; В = команда выиграла; О = матч отложен.

### Матчи
| 10 июля 2021 1 тур | Спартак-2 (Москва) | 0:0 (0:0)                                                      | Краснодар-2    | Москва                                                                             |
| 18:00 MSK |                    | протокол матча (ФНЛ) отчёт (Спартак) обзор матча матч в записи | 46' 68' Апеков | Стадион: «Спартак» им. Черенкова Зрителей: 250 Судья: Андрей Фисенко (Владивосток) |
| Спартак-2: Акмурзин, Бакалюк, Денисов, Петрунин, Воропаев (Миронов, 46), Сунгатулин (Муминов, 90+1), Маркитесов, Данилин (Голятов, 74), Вит. Шитов (Оганесян, 46), Руденко, Влад. Шитов (Мельников, 65). Запасные: Марков, Поплевченков, Толстопятов, Шайхтдинов, Лайкин, Шильцов, Кожедуб. Главный тренер: Евгений Александрович Бушманов. Краснодар-2: Ещенко, Исаенко (Волков, 46), Иванов, Литвинов, Корнюшин, Рейхмен (Кокоев, 40), Якимов, Сергеев , Воротников (Апеков, 46), Кутовой (Берснев, 55), Манелов (Бородин, 80). Запасные: Штепа, Кратков. Главный тренер: Александр Александрович Сторожук. |                    |                                                                |                |                                                                                    |

| 17 июля 2021 2 тур | Торпедо (Москва)                                          | 5:0 (2:0)                                                      | Спартак-2 (Москва) | Москва                                                                           |
| 19:00 MSK | Калмыков 18′, 45′ · Султонов 58′ · Енин 62′ · Шумских 74′ | протокол матча (ФНЛ) отчёт (Спартак) обзор матча матч в записи |                    | Стадион: Спортивный городок «Лужники» Зрителей: 500 Судья: Сергей Чебан (Москва) |
| Торпедо: Ботнарь, Самсонов , Шумских, Евдокимов, Темников, Померко, Енин (Лебеденко, 72), Нетфуллин (Рязанцев, 78), Адаев (Полубояринов, 62), Султонов (Гонгадзе, 72), Калмыков (Маркин, 62). Запасные: Довбня, Редькович, Прошкин, Елисеев, Каплиенко, Кравчук, Орехов. Главный тренер: Александр Генрихович Бородюк. Спартак-2: Акмурзин, Бакалюк (Воропаев, 40), Денисов, Петрунин, Миронов, Сунгатулин , Маркитесов (Вит. Шитов, 88), Мельников, Оганесян, Руденко (Толстопятов, 66), Влад. Шитов. Запасные: Марков, Агапов, Шайхтдинов, Муминов, Лайкин, Шильцов, Муталиев, Кожедуб, Голятов. Главный тренер: Евгений Александрович Бушманов. |                                                           |                                                                |                    |                                                                                  |

| 24 июля 2021 3 тур | Спартак-2 (Москва)                  | 2:1 (1:0)                                                      | Енисей (Красноярск)          | Москва                                                                              |
| 18:00 MSK | Миронов 30′ (пен.) · Маркитесов 74′ | протокол матча (ФНЛ) отчёт (Спартак) обзор матча матч в записи | 29' Кичин · 48′ (пен.) Саная | Стадион: «Спартак» им. Черенкова Зрителей: 218 Судья: Иван Сараев (Санкт-Петербург) |
| Спартак-2: Акмурзин, Миронов, Денисов, Петрунин, Воропаев, Сунгатулин , Литвинов, Маркитесов, Мельников (Вит. Шитов, 68), Оганесян (Лайкин, 90), Руденко (Влад. Шитов, 21). Запасные: Поплевченков, Агапов, Шайхтдинов, Толстопятов, Муминов, Шильцов, Муталиев, Кожедуб, Голятов. Главный тренер: Евгений Александрович Бушманов. Енисей: Ребров, Марков, Кичин, Микушин, Сухомлинов, Ланин, Зотов, Глушков (Песиков, 62), Надольский (Саная, 45), Иванов (Цховребов, 33), Лаук (Скворцов, 62). Запасные: Широков, Гарбуз, Лапшов, Масловский, Чибисов, Ломакин. Главный тренер: Александр Михайлович Алфёров. |                                     |                                                                |                              |                                                                                     |

| 31 июля 2021 4 тур | Кубань (Краснодар) | 1:2 (0:1)                                                      | Спартак-2 (Москва)             | Краснодар                                                       |
| 19:00 MSK | Лобкарёв 82′       | протокол матча (ФНЛ) отчёт (Спартак) обзор матча матч в записи | 45′ Литвинов · 60′ Влад. Шитов | Стадион: «Кубань» Зрителей: 300 Судья: Роман Галимов (Улан-Удэ) |
| Кубань: Климович, Поликутин, Кармаев, Эдиев (Н. Гиголаев, 67), Гурфов (Климов, 67), Р. Гиголаев (Рыбин, 46), Шалаев, Алейников (Дышеков, 46), Лобкарёв, Сидоров, Козлов (Абдоков, 32). Запасные: Нестеренко, Нусуев, Таказов, Логашов. Главный тренер: Сергей Александрович Первушин. Спартак-2: Акмурзин, Миронов, Денисов, Петрунин, Воропаев, Сунгатулин , Литвинов, Маркитесов, Мельников (Лайкин, 90), Оганесян (Вит. Шитов, 75), Влад. Шитов (Голятов, 88). Запасные: Поплевченков, Толстопятов, Агапов, Муминов, Кожедуб. Главный тренер: Евгений Александрович Бушманов. |                    |                                                                |                                |                                                                 |

| 8 августа 2021 5 тур | Спартак-2 (Москва) | 0:2 (0:2)                                                      | Велес (Москва)          | Москва                                                                              |
| 18:00 MSK |                    | протокол матча (ФНЛ) отчёт (Спартак) обзор матча матч в записи | 8′ Бацуев · 15′ Лопатин | Стадион: «Спартак» им. Черенкова Зрителей: 250 Судья: Александр Машлякевич (Москва) |
| Спартак-2: Акмурзин, Миронов, Денисов, Петрунин, Воропаев, Сунгатулин , Литвинов (Вит. Шитов, 46), Маркитесов, Мельников (Шайхтдинов, 80), Оганесян (Голятов, 83), Влад. Шитов. Запасные: Поплевченков, Агапов, Толстопятов, Муминов, Лайкин, Шильцов, Муталиев, Кожедуб. Главный тренер: Евгений Александрович Бушманов. Велес: Косаревский, Кахидзе (Самылин, 76), Макеев, Бацуев (Д. Тарасов, 84), Абдуллахи, Вульфов, Кабахидзе (Анисимов, 76) Осипов, Майга , Смит (Джикия, 57), Лопатин. Запасные: Граб, Власов, Н. Тарасов. Главный тренер: Артём Анатольевич Куликов. |                    |                                                                |                         |                                                                                     |

| 15 августа 2021 6 тур | Спартак-2 (Москва)                            | 3:2 (2:0)                                                      | Алания (Владикавказ)           | Москва                                                                                |
| 18:00 MSK | Мельников 7′ · Влад. Шитов 12′ · Воропаев 90′ | протокол матча (ФНЛ) отчёт (Спартак) обзор матча матч в записи | 51′ Дав. Кобесов · 61′ Машуков | Стадион: «Спартак» им. Черенкова Зрителей: 300 Судья: Ян Бобровский (Санкт-Петербург) |
| Спартак-2: Акмурзин, Денисов, Гапонов, Петрунин, Воропаев, Литвинов, Сунгатулин , Маркитесов, Мельников (Вит. Шитов, 80), Оганесян (Данилин, 87), Влад. Шитов (Голятов, 90). Запасные: Поплевченков, Марков, Шайхтдинов, Агапов, Толстопятов, Муминов, Лайкин, Шильцов, Кожедуб. Главный тренер: Евгений Александрович Бушманов. Алания: Томаев, Шавлохов, Кочиев, Сосранов (Бутаев, 57), Засеев (Гурциев, 46), Хабалов, Цараев, Магомедов, Хосонов (Машуков, 46), Гиоргобиани (Хадарцев, 68), Хубулов (Дав. Кобесов, 46). Запасные: Туаев, Дм. Кобесов, Кокоев, Багаев, Хугаев, Эльдарушев, Подбельцев. Главный тренер: Георгий Гурамович Джиоев. |                                               |                                                                |                                |                                                                                       |

| 20 августа 2021 7 тур | Текстильщик (Иваново) | 1:2 (0:2)                                                      | Спартак-2 (Москва)               | Нижний Новгород                                                          |
| 16:00 MSK | Бачинский 75′         | протокол матча (ФНЛ) отчёт (Спартак) обзор матча матч в записи | 23′ Влад. Шитов · 45′ Сунгатулин | Стадион: «Нижний Новгород» Зрителей: 176 Судья: Сергей Куликов (Саранск) |
| Текстильщик: Смирнов, Косицин, Губочкин, Обивалин , Горюшкин, Машуков (Мосейчук, 71), Стеклов, Пруцев (Бачинский, 72), Шведюк, Рудаков (Гогричиани, 46), Сергеев (Хрипков, 62). Запасные: Едапин, Чечёткин, Макушкин, Мнацаканян, Шлёнкин. Главный тренер: Сергей Александрович Павлов. Спартак-2: Акмурзин, Миронов, Денисов, Петрунин, Воропаев, Сунгатулин , Маркитесов, Данилин (Шильцов, 51), Мельников (Вит. Шитов, 66), Оганесян, Влад. Шитов (Агапов, 87). Запасные: Поплевченков, Муминов, Кожедуб, Голятов. Главный тренер: Евгений Александрович Бушманов. |                       |                                                                |                                  |                                                                          |

| 28 августа 2021 8 тур | Спартак-2 (Москва) | 0:2 (0:2)                                                      | Олимп-Долгопрудный           | Москва                                                                           |
| 17:00 MSK |                    | протокол матча (ФНЛ) отчёт (Спартак) обзор матча матч в записи | 20′ Тарасенко · 24′ Сафронов | Стадион: «Спартак» им. Черенкова Зрителей: 194 Судья: Рафаэль Шафеев (Волгоград) |
| Спартак-2: Акмурзин, Миронов (Вит. Шитов, 18), Гапонов, Петрунин, Воропаев, Сунгатулин , Денисов, Маркитесов, Мельников, Оганесян (Шильцов, 86), Влад. Шитов. Запасные: Поплевченков, Марков, Шайхтдинов, Агапов, Толстопятов, Муминов, Лайкин, Муталиев, Голятов, Кутателадзе. Главный тренер: Евгений Александрович Бушманов. Олимп-Долгопрудный: Ставер, Гудков, Иполе (Кутин, 32), Никитенков, Герчиков, Лоуренс, Бахтияров (Балахонцев, 67), Великородный (Янов, 82), Сафронов, Коротаев , Тарасенко. Запасные: Абаев, Черчесов, Чежия, Алексеев, Косянчук, Погорелов, Масимов. Главный тренер: Роман Михайлович Пилипчук. |                    |                                                                |                              |                                                                                  |

| 5 сентября 2021 9 тур | СКА-Хабаровск | 0:1 (0:1)                                                      | Спартак-2 (Москва)              | Хабаровск                                                                       |
| 8:00 MSK |               | протокол матча (ФНЛ) отчёт (Спартак) обзор матча матч в записи | 37′ Мельников · 54' 59' Голятов | Стадион: Стадион им. Ленина Зрителей: 3 889 Судья: Артур Фёдоров (Петрозаводск) |
| СКА-Хабаровск: Сугробов, Мануйлов, Грачёв (Никифоров, 82), Фомин, Смирнов (Гонгадзе, 63), Магомедов (Воронков, 87), Мартусевич (Кольцов, 87), Алиев, Барков , Носов, Караев (Брагин, 82). Запасные: Самок, Лизенко, Шалимов, Тихонов, Першин. Главный тренер: Сергей Николаевич Юран. Спартак-2: Акмурзин, Денисов, Толстопятов, Петрунин, Воропаев, Сунгатулин (Муминов, 90), Маркитесов, Шильцов (Кутателадзе, 69), Мельников, Оганесян, Голятов. Запасные: Поплевченков, Агапов, Данилин. Главный тренер: Евгений Александрович Бушманов. |               |                                                                |                                 |                                                                                 |

| 11 сентября 2021 10 тур | Спартак-2 (Москва) | 1:0 (0:0)                                                      | Волгарь (Астрахань) | Москва                                                                             |
| 14:00 MSK | Маркитесов 75′     | протокол матча (ФНЛ) отчёт (Спартак) обзор матча матч в записи |                     | Стадион: «Спартак» им. Черенкова Зрителей: 145 Судья: Сергей Цыганок (Владивосток) |
| Спартак-2: Акмурзин, Денисов, Толстопятов, Петрунин, Воропаев, Сунгатулин , Маркитесов, Шильцов, Мельников (Вит. Шитов, 76), Оганесян (Лайкин, 84), Влад. Шитов (Кутателадзе, 69). Запасные: Поплевченков, А. Шитов, Агапов, Шайхтдинов, Муминов. Главный тренер: Евгений Александрович Бушманов. Волгарь: Смирнов (Ямпольский, 46), Печёнкин, Малания, Ведерников (Жиронкин, 67), Горовых (Погосов, 78), Козлов, Павлишин, Симонян, Капленко (Ращеня, 67), Лесников (Бутенко, 67), Баев. Запасные: Демьянов, Юсупов. Главный тренер: Виталий Николаевич Панов. |                    |                                                                |                     |                                                                                    |

| 15 сентября 2021 11 тур | Металлург (Липецк) | 0:2 (0:0)                                                      | Спартак-2 (Москва)         | Липецк                                                             |
| 18:00 MSK |                    | протокол матча (ФНЛ) отчёт (Спартак) обзор матча матч в записи | 52′ Шильцов · 59′ Оганесян | Стадион: «Металлург» Зрителей: 700 Судья: Юнус Кошко (Белореченск) |
| Металлург: Матюша, Редькович, Иваньков, Киселёв, Войдель (Поярков, 71), Сазонов, Завезён (Кутьин, 60), Баязов, Шаповалов (Яковлев, 60), Арустамян (Костюков, 90), Ахвледиани (Визнович, 71). Запасные: Иканович, Фролов, Сухарев, Белов, Чёрный, Овчинников, Глебов. Главный тренер: Сергей Иванович Машнин. Спартак-2: Акмурзин, Денисов, Толстопятов, Петрунин, Воропаев, Сунгатулин , Маркитесов (Лайкин, 77), Шильцов (Муминов, 88), Мельников (Вит. Шитов, 63), Оганесян, Влад. Шитов (Кутателадзе, 63). Запасные: Поплевченков, Агапов, Голятов. Главный тренер: Евгений Александрович Бушманов. |                    |                                                                |                            |                                                                    |

| 19 сентября 2021 12 тур | Спартак-2 (Москва) | 1:2 (0:0)                                                      | Балтика (Калининград)    | Москва                                                                         |
| 15:00 MSK | Влад. Шитов 86′    | протокол матча (ФНЛ) отчёт (Спартак) обзор матча матч в записи | 78′ Лазарев · 84′ Альшин | Стадион: «Спартак» им. Черенкова Зрителей: 188 Судья: Роман Галимов (Улан-Удэ) |
| Спартак-2: Акмурзин, Д. Денисов (Толстопятов, 46), Гапонов (Кутателадзе, 86), Петрунин, Воропаев, Сунгатулин , Маркитесов, Шильцов, Мельников (Вит. Шитов, 72), Оганесян, Влад. Шитов. Запасные: А. Шитов, Поплевченков, Шайхтдинов, Агапов, Муминов, Лайкин, Муталиев, Кожедуб, Голятов. Главный тренер: Евгений Александрович Бушманов. Балтика: Бориско, Мещанинов , Карпович, Остойич, Макарчук, Лазарев, Клёнкин, Альшин, Гелоян, Кузьмин, Маркович. Запасные: Латышонок, Сергеев, В. Денисов, Джамилов, Муртазаев, Шамкин, Дибиргаджиев. Главный тренер: Евгений Игоревич Калешин. |                    |                                                                |                          |                                                                                |

| 25 сентября 2021 13 тур | Факел (Воронеж)                          | 3:0 (2:0)                                                      | Спартак-2 (Москва) | Воронеж                                                                                        |
| 18:00 MSK | Аппаев 25′ · Никитин 36′ · Мендель 90+1′ | протокол матча (ФНЛ) отчёт (Спартак) обзор матча матч в записи |                    | Стадион: «Центральный стадион профсоюзов» Зрителей: 4 845 Судья: Иван Сараев (Санкт-Петербург) |
| Факел: Свинов, Черов, Суслов, Мастерной, Магаль, Дмитриев (Шепилов, 77), Шаваев (Мендель, 64), Акбашев , Никитин (Файзуллин, 77), Разборов (Кулишев, 64), Аппаев (Максимов, 64). Запасные: Саутин, Ермаков, Пейчинович, Смирнов, Брызгалов, Седов, Царукян. Главный тренер: Олег Петрович Василенко. Спартак-2: Акмурзин, Вит. Шитов (Шайхтдинов, 71), Толстопятов, Агапов, Петрунин , Воропаев, Муминов (Лайкин, 86), Шильцов, Мельников (Кожедуб, 86), Кутателадзе (Голятов, 58), Влад. Шитов. Запасные: Поплевченков, А. Шитов. Главный тренер: Евгений Александрович Бушманов. |                                          |                                                                |                    |                                                                                                |

| 29 сентября 2021 14 тур | Спартак-2 (Москва)                                | 3:1 (0:0)                                                      | Томь (Томск)        | Москва                                                                                   |
| 15:00 MSK | Воропаев 73′ · Влад. Шитов 85′ · Маркитесов 90+1′ | протокол матча (ФНЛ) отчёт (Спартак) обзор матча матч в записи | 90+4′ Станисавлевич | Стадион: «Спартак» им. Черенкова Зрителей: 158 Судья: Дмитрий Стрельцов (Ростов-на-Дону) |
| Спартак-2: Акмурзин, Шайхтдинов, Агапов, Петрунин, Воропаев, Сунгатулин , Маркитесов, Шильцов (Муминов, 90), Оганесян, Кутателадзе (Вит. Шитов, 46), Влад. Шитов. Запасные: Поплевченков, А. Шитов, Толстопятов, Ходорченко, Лайкин, Муталиев, Голятов. Главный тренер: Евгений Александрович Бушманов. Томь: Арапов , Семейкин, Почивалин, Абрамов, Климов (Станисавлевич, 13), Кубышкин, Радостев, Кудряшов (Гордюшенко, 75), Ставпец, Кирсанов (Дмитриев, 90), Корж (Антипов, 90). Запасные: Садовский, Леонов, Коробов, Серасхов, Апшацев. Главный тренер: Сергей Николаевич Жуков. |                                                   |                                                                |                     |                                                                                          |

| 3 октября 2021 15 тур | Оренбург                      | 2:1 (1:0)                                                      | Спартак-2 (Москва)              | Оренбург                                                           |
| 15:00 MSK | Титков 2′ · Фамейе 68′ (пен.) | протокол матча (ФНЛ) отчёт (Спартак) обзор матча матч в записи | 61′ Оганесян · 78' 86' Петрунин | Стадион: «Газовик» Зрителей: 500 Судья: Антон Анопа (Благовещенск) |
| Оренбург: Кеняйкин, Гойкович, Ойеволе, Аюпов, Ковалёв (Бидловский, 90), Эктов, Бреев , Титков (Прудников, 72), Капленко (Корян, 56), Миронов, Фамейе (Сычевой, 90). Запасные: Гошев, Козлов, Шаболин, Болотов, Воробьёв. Главный тренер: Марцел Личка. Спартак-2: Акмурзин, Шайхтдинов, Агапов, Петрунин, Воропаев, Сунгатулин , Маркитесов, Шильцов, Вит. Шитов, Оганесян, Влад. Шитов. Запасные: Поплевченков, Толстопятов, Муминов, Лайкин, Муталиев, Кутателадзе, Голятов. Главный тренер: Евгений Александрович Бушманов. |                               |                                                                |                                 |                                                                    |

| 9 октября 2021 16 тур | Спартак-2 (Москва) | 0:1 (0:1)                                                      | Акрон (Тольятти) | Москва                                                                              |
| 15:00 MSK |                    | протокол матча (ФНЛ) отчёт (Спартак) обзор матча матч в записи | 27′ Базелюк      | Стадион: «Спартак» им. Черенкова Зрителей: 203 Судья: Владимир Сельдяков (Балашиха) |
| Спартак-2: Акмурзин, Денисов, Агапов, Толстопятов (Генчу, 46), Воропаев, Сунгатулин , Маркитесов, Шильцов, Оганесян, Мельников (Муталиев, 77), Голятов (Кутателадзе, 63). Запасные: Поплевченков, Ходорченко, Муминов. Главный тренер: Евгений Александрович Бушманов. Акрон: Волков, Сагуткин (Зуев, 76), Рогач, Килин, Босов, Екра, Палиенко (Библик, 86), Песегов , Газданов (Бабаев, 46), Азаров (Делькин, 46), Базелюк (Гираев, 70). Запасные: Колесников, Чистяков, Нестеров, Потапов, Ефремов. Главный тренер: Владимир Ильич Жапалэу. |                    |                                                                |                  |                                                                                     |

| 13 октября 2021 17 тур | Нефтехимик (Нижнекамск)                      | 5:0 (1:0)                                                      | Спартак-2 (Москва) | Нижнекамск                                                          |
| 18:00 MSK | Хубаев 41′ · Юшин 48′, 68′, 86′ · Уридия 59′ | протокол матча (ФНЛ) отчёт (Спартак) обзор матча матч в записи | 27' Акмурзин       | Стадион: «Нефтехимик» Зрителей: 237 Судья: Сергей Куликов (Саранск) |
| Нефтехимик: Голубев, Шоркин (Потапов, 46), Ширяев (Мршуля, 77), Котов (Ситдиков, 71), Бердников, Москвичёв, Талалай (Дворецков, 40), Хубаев, Емельянов (Галиулин, 71), Юшин, Уридия . Запасные: Кеваев, Чичерин, Баранов, Нурисов, Галиулин, Шарифуллин, Данилин, Котик. Главный тренер: Кирилл Александрович Новиков. Спартак-2: Акмурзин, Денисов (Генчу, 21) , Толстопятов, Петрунин, Воропаев, Сунгатулин , Маркитесов, Шильцов (Муталиев, 71), Оганесян, Мельников (Голятов, 71), Кутателадзе (Поплевченков, 28). Запасные: Ходорченко, Агапов, Муминов. Главный тренер: Евгений Александрович Бушманов. |                                              |                                                                |                    |                                                                     |

| 17 октября 2021 18 тур | Спартак-2 (Москва) | 1:1 (0:0)                                                      | Ротор (Волгоград) | Москва                                                                                |
| 15:00 MSK | Маркитесов 57′     | протокол матча (ФНЛ) отчёт (Спартак) обзор матча матч в записи | 53′ Бериашвили    | Стадион: «Спартак» им. Черенкова Зрителей: 300 Судья: Иван Сиденков (Санкт-Петербург) |
| Спартак-2: Селихов, Ещенко (Шайхтдинов, 46), Кутепов, Гапонов, Воропаев, Сунгатулин , Маркитесов, Шильцов, Вит. Шитов (Мельников, 71), Оганесян, Влад. Шитов (Кутателадзе, 46). Запасные: Акмурзин, А. Шитов, Агапов, Петрунин, Толстопятов, Муминов, Лайкин, Муталиев, Голятов. Главный тренер: Андрей Степанович Коновалов. Ротор: Обухов , Бериашвили, Дудиев, Первушин (Абдуллаев, 68), Махатадзе, Николаев (Муллин, 46), Серченков, Маляров, Чуканов, Щёткин (Голосов, 60). Запасные: Репин, Макаров, Школик, Кавтарадзе, Минаев. Главный тренер: Дмитрий Валерьевич Хохлов. |                    |                                                                |                   |                                                                                       |

| 23 октября 2021 19 тур | КАМАЗ (Набережные Челны)                 | 4:1 (1:1)                                                      | Спартак-2 (Москва) | Набережные Челны                                            |
| 17:00 MSK | Тесленко 14′, 57′, 67′ · Янушковский 47′ | протокол матча (ФНЛ) отчёт (Спартак) обзор матча матч в записи | 25′ Влад. Шитов    | Стадион: «КАМАЗ» Зрителей: 500 Судья: Артём Чистяков (Азов) |
| КАМАЗ: Баклов, Морозов, Хомуха, Аюкин , Тесленко, Магомедов, Бевеев (Воронин, 66), Свежов (Замалиев, 78), Гаглоев (Казимир, 78), Калугин (Кириллов, 72), Янушковский (Мусаев, 72). Запасные: Мамин, Евсеев, Абазов, Зубаиров, Османов. Главный тренер: Владимир Ярославович Клонцак. Спартак-2: Акмурзин, Шайхтдинов, Толстопятов, Агапов, Петрунин, Сунгатулин , Маркитесов, Шильцов (Лайкин, 74), Вит. Шитов (Кутателадзе, 80), Оганесян, Влад. Шитов (Муталиев, 80). Запасные: А. Шитов, Ходорченко, Муминов, Голятов. Главный тренер: Евгений Александрович Бушманов. |                                          |                                                                |                    |                                                             |

| 31 октября 2021 20 тур | Спартак-2 (Москва) | 0:1 (0:1)                                                      | Торпедо (Москва) | Домодедово                                                              |
| 20:00 MSK |                    | протокол матча (ФНЛ) отчёт (Спартак) обзор матча матч в записи | 41′ Померко      | Стадион: «Авангард» Зрителей: Без зрителей Судья: Роман Сафьян (Москва) |
| Спартак-2: Акмурзин, Шайхтдинов, Кутепов, Гапонов, Воропаев, Муминов, Маркитесов, Шильцов (Лайкин, 90), Мельников, (Вит. Шитов, 65), Оганесян , Влад. Шитов (Кутателадзе, 84). Запасные: А. Шитов, Поплевченков, Петрунин, Агапов, Толстопятов, Ходорченко, Муталиев, Голятов. Главный тренер: Евгений Александрович Бушманов. Торпедо: Ботнарь, Самсонов , Шумских, Евдокимов, Кожемякин, Темников (Кравчук, 67), Померко, Нетфуллин, Адаев, Лебеденко, Калмыков (Рязанцев, 83). Запасные: Довбня, Прошкин, Каплиенко, Седько, Абдрашитов, Полубояринов. Главный тренер: Александр Генрихович Бородюк. |                    |                                                                |                  |                                                                         |

| 6 ноября 2021 21 тур | Енисей (Красноярск)          | 2:1 (1:1)                                                      | Спартак-2 (Москва)                       | Красноярск                                                                     |
| 13:00 MSK | Зотов 37′ · Саная 83′ (пен.) | протокол матча (ФНЛ) отчёт (Спартак) обзор матча матч в записи | 15′ (пен.) Петрунин · 43' 68' Вит. Шитов | Стадион: «Футбол-Арена „Енисей“» Зрителей: 500 Судья: Евгений Турбин (Дмитров) |
| Енисей: Опарин, Кичин, Марков, Лапшов, Сухомлинов (Масловский, 60), Иванов , Зотов, Комков, Раздорских (Канаплин, 80), Песиков (Феррейра, 46), Саная (Окладников, 90). Запасные: Ребров, Т. Рукас, Гарбуз, Надольский, Чибисов, Ланин, Самойлов, Ломакин. Главный тренер: Виктор Владимирович Тренёв. Спартак-2: Акмурзин, Ходорченко (Шайхтдинов, 75), Агапов, Петрунин, Воропаев, Сунгатулин , Маркитесов (Муминов, 75), Шильцов (Лайкин, 75), Вит. Шитов, Оганесян, Влад. Шитов. Запасные: А. Шитов, Толстопятов, Муталиев, Кутателедзе. Главный тренер: Евгений Александрович Бушманов. |                              |                                                                |                                          |                                                                                |

| 13 ноября 2021 22 тур | Спартак-2 (Москва) | 0:0 (0:0)                                                      | Кубань (Краснодар) | Москва                                                                           |
| 14:00 MSK |                    | протокол матча (ФНЛ) отчёт (Спартак) обзор матча матч в записи |                    | Стадион: «Спартак» им. Черенкова Зрителей: 124 Судья: Максим Перезва (Раменское) |
| Спартак-2: Акмурзин, Ходорченко (Шильцов, 30), Кутепов, Гапонов, Воропаев, Сунгатулин , Денисов, Маркитесов, Мельников, Оганесян, Кутателадзе (Данилин, 62). Запасные: А. Шитов, Поплевченков, Агапов, Петрунин, Муминов, Муталиев, Голятов. Главный тренер: Евгений Александрович Бушманов. Кубань: Климович, Рыбин, Крицаенко, Таказов, Гапон, Гурфов (Шалаев, 71), Абдоков (Климов, 73), Алейников (Дышеков, 84), Сидоров, Безденежных , Лаук (Козлов, 71). Запасные: Нестеренко, Гиголаев, Сушич, Петров. Главный тренер: Роберт Геннадьевич Евдокимов. |                    |                                                                |                    |                                                                                  |

| 17 ноября 2021 23 тур | Велес (Москва)           | 2:1 (1:1)                                                      | Спартак-2 (Москва) | Домодедово                                                                |
| 18:30 MSK | Лопатин 11′ · Галоян 64′ | протокол матча (ФНЛ) отчёт (Спартак) обзор матча матч в записи | 34′ Оганесян       | Стадион: «Авангард» Зрителей: 482 Судья: Игорь Низовцев (Нижний Новгород) |
| Велес: Косаревский, Стаменкович, Коротков, Макеев, Кахидзе, Майга (Вульфов, 46), Кертанов (Тарасов, 89), Кабахидзе (Бацуев, 78), Галоян, Ежков (Митришев, 89), Лопатин (Смит, 78). Запасные: Граб, Власов, Анисимов, Мальцев. Главный тренер: Артём Анатольевич Куликов. Спартак-2: Акмурзин, Денисов, Агапов, Петрунин, Воропаев, Сунгатулин , Маркитесов, Шильцов, Мельников, Оганесян, Голятов (Данилин, 67). Запасные: Поплевченков, А. Шитов, Толстопятов, Муминов, Муталиев, Кутателадзе. Главный тренер: Евгений Александрович Бушманов. |                          |                                                                |                    |                                                                           |

| 21 ноября 2021 24 тур | Алания (Владикавказ)                                       | 2:3 (1:2)                                                      | Спартак-2 (Москва)                         | Грозный                                                                                        |
| 18:00 MSK | Хадарцев 10' 32′ (пен.) · Машуков 63' · Гурциев 77′ (пен.) | протокол матча (ФНЛ) отчёт (Спартак) обзор матча матч в записи | 18′ Шильцов · 41′ Воропаев · 47′ Мельников | Стадион: имени Султана Билимханова Зрителей: 218 Судья: Константин Аверьянов (Санкт-Петербург) |
| Алания: Томаев, Качмазов, Багаев (Дзахов, 50), Бутаев, Кочиев, Кокоев (Хугаев, 59), Магомедов, Хабалов (Дм. Кобесов, 72), Дав. Кобесов (Эльдарушев, 72), Хадарцев (Гурциев, 59), Машуков. Запасные: Натабашвили, Сосранов, Гиоев, Засеев, Гиоргобиани, Джиоев. Главный тренер: Спартак Артурович Гогниев. Спартак-2: Акмурзин, Денисов, Агапов, Петрунин, Воропаев, Сунгатулин , Маркитесов, Шильцов (Голятов, 88), Мельников (Вит. Шитов, 74), Оганесян (Муминов, 89), Влад. Шитов. Запасные: А. Шитов, Ходорченко, Шайхтдинов, Толстопятов, Данилин, Кутателадзе. Главный тренер: Евгений Александрович Бушманов. |                                                            |                                                                |                                            |                                                                                                |

| 27 ноября 2021 25 тур | Спартак-2 (Москва)                          | 2:1 (1:1)                                                      | Текстильщик (Иваново)    | Москва                                                                      |
| 14:00 MSK | Влад. Шитов 11′ · Агапов 29' · Оганесян 69′ | протокол матча (ФНЛ) отчёт (Спартак) обзор матча матч в записи | 45+1′ 37' 45+1' Мосейчук | Стадион: «Спартак» им. Черенкова Зрителей: 159 Судья: Артём Чистяков (Азов) |
| Спартак-2: А. Шитов, Денисов, Агапов, Петрунин, Воропаев, Сунгатулин , Маркитесов, Шильцов (Вит. Шитов, 46), Оганесян, Мельников, Влад. Шитов (Голятов, 88). Запасные: Поплевченков, Марков, Толстопятов, Ходорченко, Шайхтдинов, Лайкин, Муминов, Данилин, Муталиев, Кутателадзе. Главный тренер: Евгений Александрович Бушманов. Текстильщик: Смирнов, Хрипков , Карпов, Мосейчук, Горюшкин, Стеклов, Пруцев (Сергеев, 46), Машуков (Косицин, 59), Шведюк, Гогричиани, Н’Диайе (Шлёнкин, 66). Запасные: Маслов, Мнацаканян, Сидоров, Рудаков. Главный тренер: Андрей Евгеньевич Аксёнов. |                                             |                                                                |                          |                                                                             |

| 6 марта 2022 26 тур | Олимп-Долгопрудный                 | 1:4 (1:2)                                                      | Спартак-2 (Москва)                                         | Москва                                                                             |
| 14:00 MSK | Петрунин 15′ (авт.) · Коротаев 77' | протокол матча (ФНЛ) отчёт (Спартак) обзор матча матч в записи | 21′ (пен.), 31′ Оганесян · 51′, 77′ Шильцов · 54' Петрунин | Стадион: «Спартак» им. Черенкова Зрителей: 160 Судья: Сергей Цыганок (Владивосток) |
| Олимп-Долгопрудный: Сычёв, Коваленко, Иполе (Джозеф, 85), Кутин, Алексеев (Калачёв, 46), Сухомлинов, Пахомов (Петухов, 66), Стрельник, Сафронов, Тарасенко (Булия, 58), Коротаев . Запасные: Черчесов, Чежия, Караев. Главный тренер: Александр Васильевич Точилин. Спартак-2: Акмурзин, Бакалюк (Гуца, 89), Толстопятов, Петрунин, Воропаев, Сунгатулин , Маркитесов (Муминов, 89), Шильцов (Муталиев, 83), Лайкин, Оганесян. Влад. Шитов (Максимчук, 89). Запасные: А. Шитов, Марков, Труханов, Миронов, Шайхтдинов, Данилин, Кутателадзе. Главный тренер: Андрей Степанович Коновалов. |                                    |                                                                |                                                            |                                                                                    |

| 12 марта 2022 27 тур | Спартак-2 (Москва) | 1:1 (0:1)                                                      | СКА-Хабаровск | Москва                                                                          |
| 14:00 MSK | Влад. Шитов 60′    | протокол матча (ФНЛ) отчёт (Спартак) обзор матча матч в записи | 23′ Гонгадзе  | Стадион: «Спартак» им. Черенкова Зрителей: 209 Судья: Евгений Буланов (Саранск) |
| Спартак-2: Свинов, Бакалюк, Толстопятов, Петрунин, Воропаев , Муминов, Лайкин, Шильцов (Максимчук, 85), Вит. Шитов, Оганесян, Влад. Шитов (Муталиев, 90). Запасные: А. Шитов, Акмурзин, Труханов, Миронов, Агапов, Шайхтдинов, Гуца, Левченков, Кутателадзе. Главный тренер: Евгений Александрович Бушманов. СКА-Хабаровск: Сугробов, Левицкий, Денисов (Тихонов, 64), Эмерсон, Мануйлов, Гаглоев (Дмитриев, 74), Квеквескири , Гащенков (Мартусевич, 81), Цаллагов, Караев, Гонгадзе. Запасные: Самок, Лизенко, Ягьяев, Илик, Козлов, Галимов, Ахмаев. Главный тренер: Алексей Николаевич Поддубский (и. о.). |                    |                                                                |               |                                                                                 |

| 19 марта 2022 28 тур | Волгарь (Астрахань) | 1:0 (0:0)                                                      | Спартак-2 (Москва) | Астрахань                                                                    |
| 15:00 MSK | Косарев 82′         | протокол матча (ФНЛ) отчёт (Спартак) обзор матча матч в записи |                    | Стадион: «Центральный» Зрителей: 529 Судья: Иван Абросимов (Санкт-Петербург) |
| Волгарь: Смирнов, Морозов, Локтионов , Козлов, Ращеня (Погосов, 62), Павлишин, Носов (Баев, 84), Симонян, Стефанович (Косарев, 62), Бутенко (Гилязетдинов, 62), Лесников (Юсупов, 90). Запасные: Саганович, Печёнкин, Демьянов, Гоманюк. Главный тренер: Андраник Александрович Бабаян. Спартак-2: Акмурзин, Бакалюк, Толстопятов, Петрунин, Воропаев, Сунгатулин , Маркитесов (Лайкин, 64), Шильцов (Максимчук, 89), Вит. Шитов (Муталиев, 82), Оганесян, Влад. Шитов. Запасные: А. Шитов, Агапов, Шайхтдинов, Муминов. Главный тренер: Евгений Александрович Бушманов. |                     |                                                                |                    |                                                                              |

| 26 марта 2022 29 тур | Спартак-2 (Москва)                 | 3:2 (1:0)                                                      | Металлург (Липецк)            | Москва                                                                              |
| 14:00 MSK | Шильцов 18′, 51′ · Влад. Шитов 72′ | протокол матча (ФНЛ) отчёт (Спартак) обзор матча матч в записи | 80′ Ахвледиани · 82′ Герчиков | Стадион: «Спартак» им. Черенкова Зрителей: 237 Судья: Владимир Сельдяков (Балашиха) |
| Спартак-2: Свинов, Денисов, Толстопятов, Петрунин, Воропаев, Сунгатулин (Лайкин, 77), Маркитесов, Игнатов, Шильцов (Вит. Шитов, 67), Оганесян, Влад. Шитов (Максимчук, 77). Запасные: Акмурзин, А. Шитов, Бакалюк, Миронов, Агапов, Шайхтдинов, Гуца, Муминов, Муталиев. Главный тренер: Евгений Александрович Бушманов. Металлург: Кобзев, Никитенков, Редькович, Иваньков (Поликутин, 82), Яковлев (Великородный, 46), Киселёв (Герчиков, 46), Войдель , Чёрный (Овчинников, 62), Бабаев, Арустамян, Долгов (Ахвледиани, 62). Запасные: Иканович, Сухарев, Баязов, Поярков, Сазонов, Шаповалов. Главный тренер: Сергей Иванович Машнин. |                                    |                                                                |                               |                                                                                     |

| 2 апреля 2022 30 тур | Балтика (Калининград) | 0:1 (0:0)                                                      | Спартак-2 (Москва) | Калининград                                                                          |
| 18:00 MSK |                       | протокол матча (ФНЛ) отчёт (Спартак) обзор матча матч в записи | 64′ Маркитесов     | Стадион: «Калининград» Зрителей: 5 477 Судья: Константин Аверьянов (Санкт-Петербург) |
| Балтика: Латышонок, Тишкин (Карпович, 74), Мещанинов, Остойич, Кашчелан (Алейник, 71), Осипов (Клёнкин, 46), Попов, Альшин, Мусаев, Барсов (Гелоян, 71), Максименко. Запасные: Волк, Сергеев, Шамкин. Главный тренер: Сергей Николаевич Игнашевич. Спартак-2: Акмурзин, Бакалюк, Толстопятов, Петрунин, Воропаев, Сунгатулин , Маркитесов, Шильцов (Лайкин, 74), Вит. Шитов (Муталиев, 90), Оганесян, Влад. Шитов. Запасные: А. Шитов, Миронов, Агапов, Муминов, Максимчук. Главный тренер: Евгений Александрович Бушманов. |                       |                                                                |                    |                                                                                      |

| 6 апреля 2022 31 тур | Спартак-2 (Москва)   | 2:0 (1:0)                                                      | Факел (Воронеж)    | Москва                                                                              |
| 16:00 MSK | Влад. Шитов 35′, 83′ | протокол матча (ФНЛ) отчёт (Спартак) обзор матча матч в записи | 39' 64' Пейчинович | Стадион: «Спартак» им. Черенкова Зрителей: 193 Судья: Анатолий Жабченко (Краснодар) |
| Спартак-2: Акмурзин, Бакалюк, Толстопятов, Петрунин, Воропаев, Сунгатулин , Маркитесов, Шильцов, Вит. Шитов (Лайкин, 75), Оганесян, Влад. Шитов (Максимчук, 88). Запасные: А. Шитов, Марков, Миронов, Ходорченко, Агапов, Труханов, Муминов, Муталиев, Кутателадзе. Главный тренер: Евгений Александрович Бушманов. Факел: Городовой, Смирнов, Пейчинович , Черов, Никитин (Шепилов, 58), Мастерной, Шаваев (Дмитриев, 58), Магаль, Аппаев, Акбашев (Царукян, 84), Дядюн (Разборов, 71). Запасные: Ещенко, Кортнев, Брызгалов, Файзуллин. Главный тренер: Олег Петрович Василенко. |                      |                                                                |                    |                                                                                     |

| 10 апреля 2022 32 тур | Томь (Томск) | 1:0 (0:0)                                                      | Спартак-2 (Москва) | Томск                                                               |
| 12:00 MSK | Кудряшов 46′ | протокол матча (ФНЛ) отчёт (Спартак) обзор матча матч в записи |                    | Стадион: «Труд» Зрителей: 1 054 Судья: Андрей Фисенко (Владивосток) |
| Томь: Арапов, Обивалин, Зуйков, Паулу Дуарте, Почивалин, Кубышкин (Кирсанов, 72), Коробов (Горовых, 80), Ставпец (Абрамов, 53), Радостев, Кудряшов (Корж, 72), Галаджан (Фещенко, 72). Запасные: Полетаев, Беззубов, Станисавлевич, Климов, Королёв, Першин, Мадаминов. Главный тренер: Сергей Николаевич Жуков. Спартак-2: Акмурзин, Бакалюк, Петрунин, Толстопятов, Воропаев, Сунгатулин , Лайкин, Шильцов (Агапов, 83), Вит. Шитов (Кутателадзе, 83), Оганесян, Максимчук (Муминов, 46). Запасные: А. Шитов, Миронов, Ходорченко. Главный тренер: Евгений Александрович Бушманов. |              |                                                                |                    |                                                                     |

| 17 апреля 2022 33 тур | Спартак-2 (Москва)               | 2:3 (1:1)                                                      | Оренбург                                  | Москва                                                                                |
| 14:00 MSK | Влад. Шитов 12′ · Вит. Шитов 65′ | протокол матча (ФНЛ) отчёт (Спартак) обзор матча матч в записи | 41′ Обухов · 57′ А. Миронов · 71′ Сычевой | Стадион: «Спартак» им. Черенкова Зрителей: 504 Судья: Ян Бобровский (Санкт-Петербург) |
| Спартак-2: Акмурзин, Бакалюк, Толстопятов, Агапов, Воропаев, Сунгатулин , Лайкин, Шильцов (Данилин, 82), Вит. Шитов, Оганесян, Влад. Шитов. Запасные: А. Шитов, Труханов, Л. Миронов, Ходорченко, Муминов, Муталиев, Кутателадзе, Максимчук. Главный тренер: Евгений Александрович Бушманов. Оренбург: Кеняйкин, Сиваков, Стаматов (Печенин, 80), Малых , Гойкович (Хотулёв, 35), Аюпов, Эктов, Титков, Капленко (Васильев, 80), А. Миронов (Полуяхтов, 75), Обухов (Сычевой, 46). Запасные: Гошев, Сысуев, Ойеволе, Бреев, Прудников, Корян Главный тренер: Марцел Личка. |                                  |                                                                |                                           |                                                                                       |

| 23 апреля 2022 34 тур | Акрон (Тольятти) | 0:1 (0:0)                                                      | Спартак-2 (Москва) | Жигулёвск                                                             |
| 15:00 MSK |                  | протокол матча (ФНЛ) отчёт (Спартак) обзор матча матч в записи | 74′ Воропаев       | Стадион: «Кристалл» Зрителей: 1 183 Судья: Рафаэль Шафеев (Волгоград) |
| Акрон: Акмурзин, Бакалюк, Агапов, Петрунин, Воропаев , Муминов, Лайкин, Шильцов (Данилин, 75), Вит. Шитов (Кутателадзе, 90), Оганесян (Ходорченко, 90), Максимчук (Муталиев, 61). Запасные: А. Шитов, Миронов. Главный тренер: Евгений Александрович Бушманов. Спартак-2: Волков, Рогач (Сагуткин, 46), Зуев, Чудин, Савичев (Делькин, 79), Килин , Палиенко, Азаров, Ефремов (Сасин, 66), Кожедуб (Чистяков, 46), Гираев (Базелюк, 66). Запасные: Магомедов, Колесников, Марухин, Екра, Босов, Потапов, Нихаев. Главный тренер: Виталий Николаевич Панов. |                  |                                                                |                    |                                                                       |

| 30 апреля 2022 35 тур | Спартак-2 (Москва) | 0:4 (0:3)                                                | Нефтехимик (Нижнекамск)                                    | Москва                                                                              |
| 16:00 MSK |                    | протокол матча отчёт (Спартак) обзор матча матч в записи | 13′ Калугин · 20′ Баранов · 32′ Пруцев · 79′ М. Н. Данилин | Стадион: «Спартак» им. Черенкова Зрителей: 230 Судья: Иван Сараев (Санкт-Петербург) |
| Спартак-2: Свинов (Акмурзин, 46), Бакалюк (Миронов, 74), Толстопятов, Петрунин, Воропаев, Сунгатулин , Лайкин, Муминов (Муталиев, 46), Вит. Шитов (Кутателадзе, 74) Оганесян, Максимчук (М. А. Данилин, 46). Запасные: Акмурзин, А. Шитов, Труханов, Агапов, Шайхтдинов, Гуца. Главный тренер: Евгений Александрович Бушманов. Нефтехимик: Голубев, Калугин, Котов (Ситдиков, 84), Бердников, Ширяев, Пруцев (Хубаев, 59), Родионов (Денисов, 59), Москвичёв (Нурисов, 84), Баранов, Галиулин (М. Н. Данилин, 77), Уридия. Запасные: Исупов, Мршуля, Шарифуллин. Главный тренер: Кирилл Александрович Новиков. |                    |                                                          |                                                            |                                                                                     |

| 7 мая 2022 36 тур | Ротор (Волгоград) | 0:1 (0:1)                                                      | Спартак-2 (Москва) | Волгоград                                                                |
| 15:00 MSK |                   | протокол матча (ФНЛ) отчёт (Спартак) обзор матча матч в записи | 3′ Шильцов         | Стадион: «Волгоград Арена» Зрителей: 6 598 Судья: Олег Соколов (Воронеж) |
| Ротор: Терновский, Дудиев (Слепов, 73), Бериашвили, Байрыев , Пелих, Макаров, Чуканов, Школик (Махатадзе, 46; Омар, 73), Кипиани (Щёткин, 83), Минаев, Кавтарадзе (Муллин, 46). Запасные: Обухов, Абдуллаев, Серченков. Главный тренер: Артём Анатольевич Куликов. Спартак-2: Акмурзин, Ходорченко (Кутателадзе, 81), Агапов, Петрунин, Воропаев , Бакалюк, Муминов, Шильцов (Данилин, 90), Вит. Шитов, Лайкин, Максимчук (Муталиев, 61). Запасные: А. Шитов, Гуца, Миронов. Главный тренер: Андрей Степанович Коновалов. |                   |                                                                |                    |                                                                          |

| 16 мая 2022 37 тур | Спартак-2 (Москва)                         | 3:0 (0:0)                                                      | КАМАЗ (Набережные Челны) | Москва                                                                             |
| 16:00 MSK | Агапов 51′ · Шильцов 74′ · Влад. Шитов 83′ | протокол матча (ФНЛ) отчёт (Спартак) обзор матча матч в записи |                          | Стадион: «Спартак» им. Черенкова Зрителей: 202 Судья: Андрей Фисенко (Владивосток) |
| Спартак-2: А. Шитов, Денисов, Агапов, Петрунин, Бакалюк (Ходорченко, 78), Сунгатулин , Маркитесов (Муминов, 70), Шильцов (Кутателадзе, 85), Вит. Шитов (Лайкин, 78), Оганесян, Влад. Шитов (Муталиев, 85). Запасные: Марков, Акмурзин, Миронов, Толстопятов, Шайхтдинов, Данилин, Максимчук. Главный тренер: Евгений Александрович Бушманов. КАМАЗ: Мамин, Пальцев (Казимир, 78; Ганус, 88), Куликов, Садыков, Аюкин , Свежов, Замалиев, Кириллов (Кашаев, 78; Морозов, 88), Игнатенко, Воронин, Лопатин (Акоста, 61). Запасные: Аржевитин, Потапов. Главный тренер: Владимир Ярославович Клонцак. |                                            |                                                                |                          |                                                                                    |

| 21 мая 2022 38 тур | Краснодар-2    | 1:3 (0:1)                                                      | Спартак-2 (Москва)              | Краснодар                                                                                        |
| 12:00 MSK | Халназаров 49′ | протокол матча (ФНЛ) отчёт (Спартак) обзор матча матч в записи | 19′, 54′ Шильцов · 86′ Муталиев | Стадион: Стадион академии ФК «Краснодар» Зрителей: 3 482 Судья: Иван Абросимов (Санкт-Петербург) |
| Краснодар-2: Кокарев, Сухорученко, Пивоваров, Бородин , Логачёв, Кратков (Ндука, 46), Кокоев (Губжоков, 57), Рейхман, Апеков (Берснев, 69), Сабуа (Ознобихин, 46), Халназаров. Запасные: Штепа, Защепкин, Полях. Главный тренер: Алексей Петрович Герасименко. Спартак-2: Акмурзин, Ходорченко (Миронов, 88), Агапов, Петрунин, Воропаев , Вит. Шитов, Бакалюк (Кутателадзе, 72), Муминов, Муталиев, Лайкин, Шильцов (Максимчук, 81). Запасные: А. Шитов, Труханов, Данилин. Главный тренер: Евгений Александрович Бушманов. |                |                                                                |                                 |                                                                                                  |